# Melrose (Louisiane)
Pour les articles homonymes, voir Melrose.
Melrose est une communauté non incorporée de la paroisse de Natchitoches en Louisiane.

## Géographie
Melrose est située au Sud de la ville de Natchitoches, le long de la rive gauche de la rivière aux Cannes. 

## Histoire
Melrose, fut fondée par une esclave noire affranchie, Marie Thérèse Metoyer et ses enfants en 1833.
Marie-Thérèse Metoyer eut cinq enfants avec un esclave amérindien. Son maître, Louis Juchereau de Saint-Denis la vendit à un jeune marchand, Claude Thomas Pierre Métoyer, qui en fit sa concubine sous le système du plaçage qui lui permit de vivre maritalement avec elle sans être marié comme le rappelle le Code noir.
En 1778, il l'affranchit officiellement ainsi que ses enfants. Métoyer lui donna également un vaste domaine de 280 000 m2 situé au bord de la rivière aux Cannes. Elle devint planteur de tabac dans son domaine devenu une plantation et engagea des esclaves pour le travail. 
Elle fonda avec ses enfants l'église Sainte Augustine sur l'Isle Brevelle de Natchez dans la paroisse des Natchitoches, qui fut la première église bâtit par des Noires aux États-Unis.
En 1816, sentant sa fin de vie approcher, elle divisa en lots son domaine pour chacun de ses enfants survivants qui étaient tous devenus des Gens de couleur libres. L'un de ces lots deviendra, en 1833, la célèbre Plantation Yucca devenue aujourd'hui la plantation Melrose (en) qui fut entretenue par une autre Afro-Américaine, Clementine Hunter.
La localité de Melrose est aujourd'hui située dans le parc national historique créole de la rivière aux Cannes (en) (Cane River Creole National Historical Park), ainsi que sur le Sentier de l'héritage afro-américain de la Louisiane (en) (Louisiana African American Heritage Trail).

## Liens externes

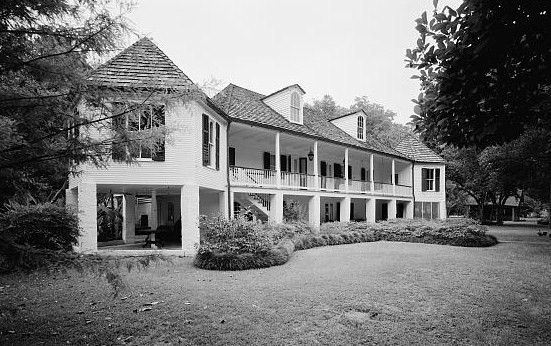
La plantation Melrose à Melrose, Louisiane.
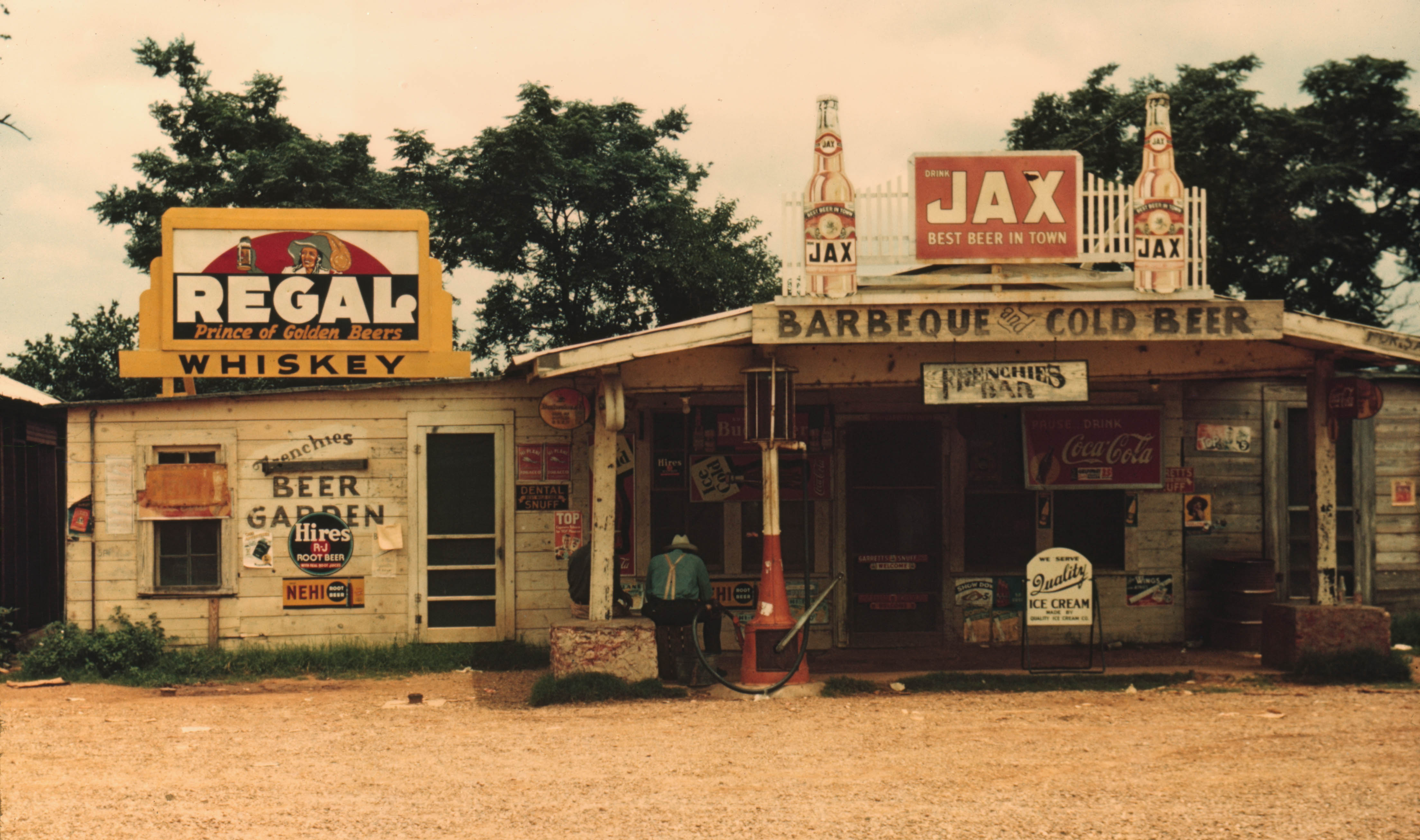
La station d'essence et son bar français au Frenchie's Bar à Melrose.
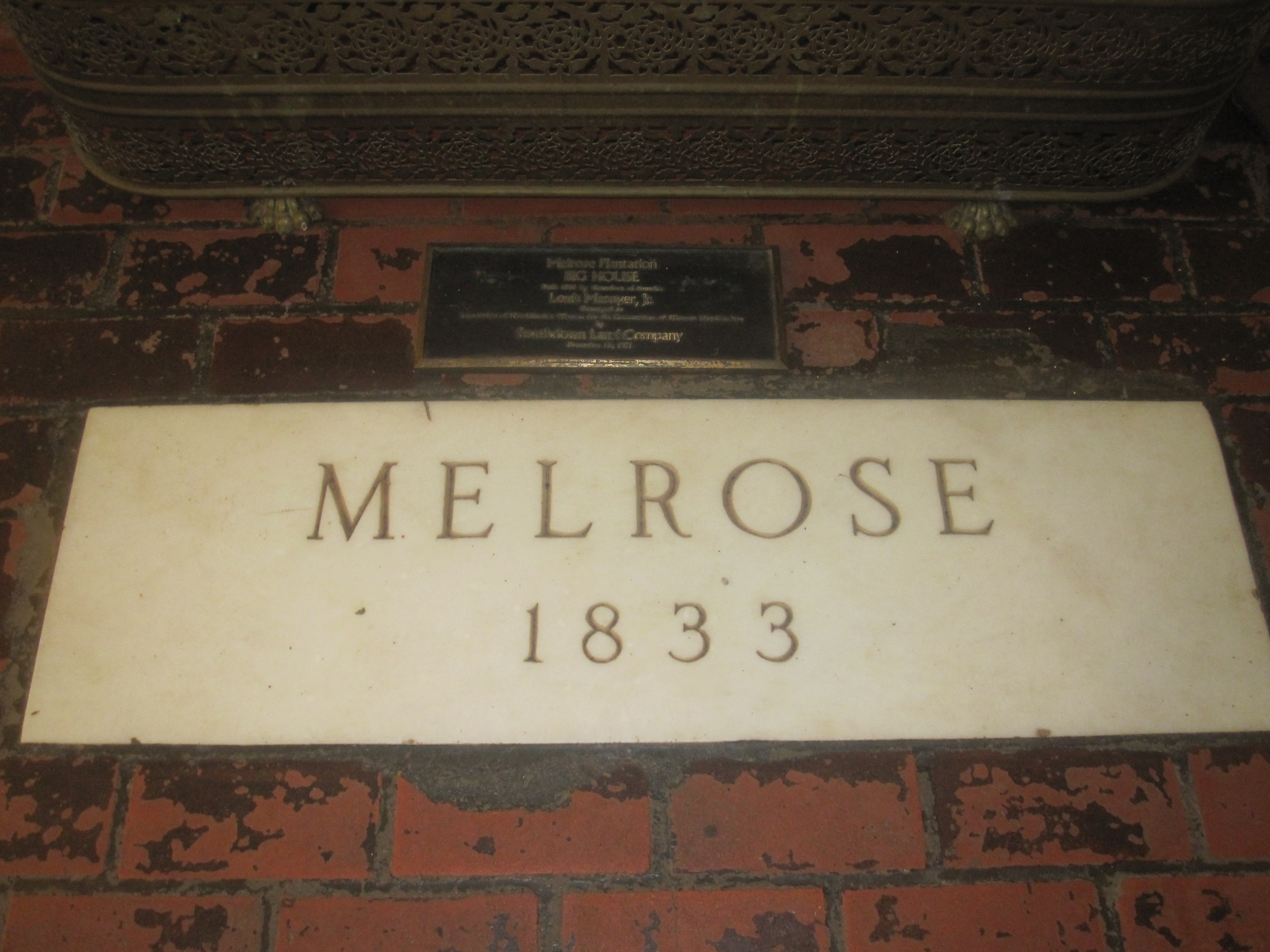
Plaque signalant la plantation de Melrose.